# Анкона
Анкона (итал. Ancona, раније Јакин) је познати град у Италији. Анкона је управно средиште и највећи град покрајине Марке у средишњем делу државе и главни град истоименог Округа Анкона.
Анкона је позната као важно поморско средиште. То је једна од најважнијих лука на Јадрану, а такође и средишња база италијанске морнарице за Јадранско море.

## Порекло назива
Име града је грчког порекла и у преводу значи „лакат“. Стари јужнословенски назив за град је Јакин.

## Географија
Анкона се налази у средишњој Италији. Од престонице Рима град је удаљен 210 км североисточно, а од Болоње 200 км југоисточно.

### Рељеф
Анкона се развила око једном омањег залива на источној обали Јадрана. Будући да је ова обала мора неразуђена, дати залив се показао као једна од најбољих природних лука, на основу чега се развио данашњи град, окренут ка мору и поморству. Град се простире на висини од 16 m.

### Клима
Клима у Анкони је средоземна. Стога су лета топла и сува, а зиме благе и кишовите.

### Воде
Анкона се развила као град уз Јадранско море, на месту где се образовао омањи залив на прилично неразуђеној италијанској обали Јадрана. У граду нема значајних копнених водотока.

## Историја
Анкону су основали Грци из Сиракузе 390. п. н. е. и дали су јој име, које долази од грчке речи Αγκων, што значи лакат (лука на истоку града била је заштићена са севера узвишењем у облику лакта). Грчки трговци су основали радионицу за добијање пурпурне тканине. У римско време грађани Анконе су ковали властити новац и наставили су да користе грчки језик. Када је тачно постала римска колонија није извесно. За време Илирских ратова била је заузета као поморска база. Гај Јулије Цезар је заузео Анкону одмах након преласка Рубикона. Њена лука је била јако важна у царска времена, пошто је била најближе Далмацији. Проширена је у доба цара Трајана, који је изградио северни део кеја. У градњи је учествовао Аполодор из Дамаска. На почетку се налазила тријумфална капија тј. Трајанов славолук.
Након пада Западног римског царства Анкону су нападали Готи, па Лангобарди, а касније и Сарацени. После сваке такве инвазије Анкона се поново обнављала. Била је део Пентаполиса у византијском Равенском егзархату. Касније су је освојили каролиншки Франци после чега је град постао средиште Анконске марке. После 1000. године постала је независна поморска република, која се често сукобљавала са Венецијом. Анкона је била олигархијска република којом је управљало 6 већника, које су бирали три градска округа (терцијери). Анкона је била у савезу са Византијом и са Дубровником. Била је довољно јака да се 1137. године, 1167. године и 1174. године одупре византијској царској војсци. Бродови Анконе учествовали су у крсташким ратовима. За време сукоба папа и царева Светог римског царства у Италији Анкона је била на страни гвелфа. Тада је она углавном била слободан град. Након црне смрти 1348. године, Анкона је потпала под власт породице Малатеста. Ипак, њихова власт је збачена 1383.. године Анкона је 1532. године изгубила слободу и постала је део папске државе. Симбол папског ауторитета је била велика тврђава. Заједно са Римом и Авињоном Анкона је била једини град у Папској држави у коме су Јевреји могли остати након 1569. године, али са животом у гетоу.
У 18. веку град је својим грађевинским подухватима обогатио папа Клемент XII. Он је проширио кеј и на јужној страни луке саградио лазарето, здање каратина намењено пријему путника. У војним превирањима, почевши са француским освајањем 1787. године, Анкона је била стратешки важна тврђава. Ипак, 1860. године град су најпосле заузеле пијемонтске снаге након чега је град ушао у састав новостворене Краљевине Италије (1861). Анкона је имала важну улогу и у Другом светском рату и у јулу 1944. године савезници су ослободили град како би се примакли утврђеној Готској линији којом су Немци бранили прилаз северној Италији. Последњих деценија град се нагло развио.

## Становништво
Према резултатима пописа становништва 2011. у општини је живело 100.497 становника.
| 1931.  | 1936.  | 1951.  | 1961.   | 1971.   | 1981.   | 1991.   | 2001.   | 2011.   |
| ------ | ------ | ------ | ------- | ------- | ------- | ------- | ------- | ------- |
| 74.227 | 79.677 | 85.763 | 100.485 | 109.789 | 106.498 | 101.285 | 100.507 | 100.497 |

Године 2008.. Анкона је имала око 102.000 становника, 2 пута више у односу на почетак 20. века.
Град данас има значајан удео имигрантског становништва, досељеника из свих крајева свега (близу 10% градског становништва).

## Градске знаменитости
- Катедрала светог Киријака, посвећена је 1128. године, а завршена је 1189. године Представља лепу романску грађевину, која је грађена у облику грчког крста. Фасада има готски портал.
- Трајанов славолук, мраморна врата висока 18 m. Подигнута су 114-115. године у част цара Трајана који је изградио луку и представља један од најбољих римских споменика у Марки. Нема више већине оригиналних бронзаних украса. Лук је широк само 3 метра.
- Лазарет је пентагонална грађевина из 1732. године и покрива 20.000 m². Грађена је да би се грађани заштитили од опасних заразних болести, које би могле доћи бродовима. Касније се користио као војна болница.
- Епископска палата је место где је умро папа Пије II 1464. године
- црква Санта Марија дела Пјаца има дотерану лучну фасаду из 1210. године
- црква Светог Фрање
- црква светог Августина

У Анкони је деловао и Ђорђо Орсини или Ђорђо Шибенски (познат и као Јурај Далматинац), који је радио у касном готичком стилу. Радио је на Ложи трговаца, а урадио је и кипове на порталу цркве светога Франческа.

## Партнерски градови
- Измир
- Галац
- Сплит
- Рибница
- Сволвер
- Каслбар

## Галерија
- Катедрала светог Киријака
- Трајанов славолук
- Двери Цркве Светог Фрање
- Лазарет
- Градска сињорија
- Палата трговачког удружења